# 쿠페

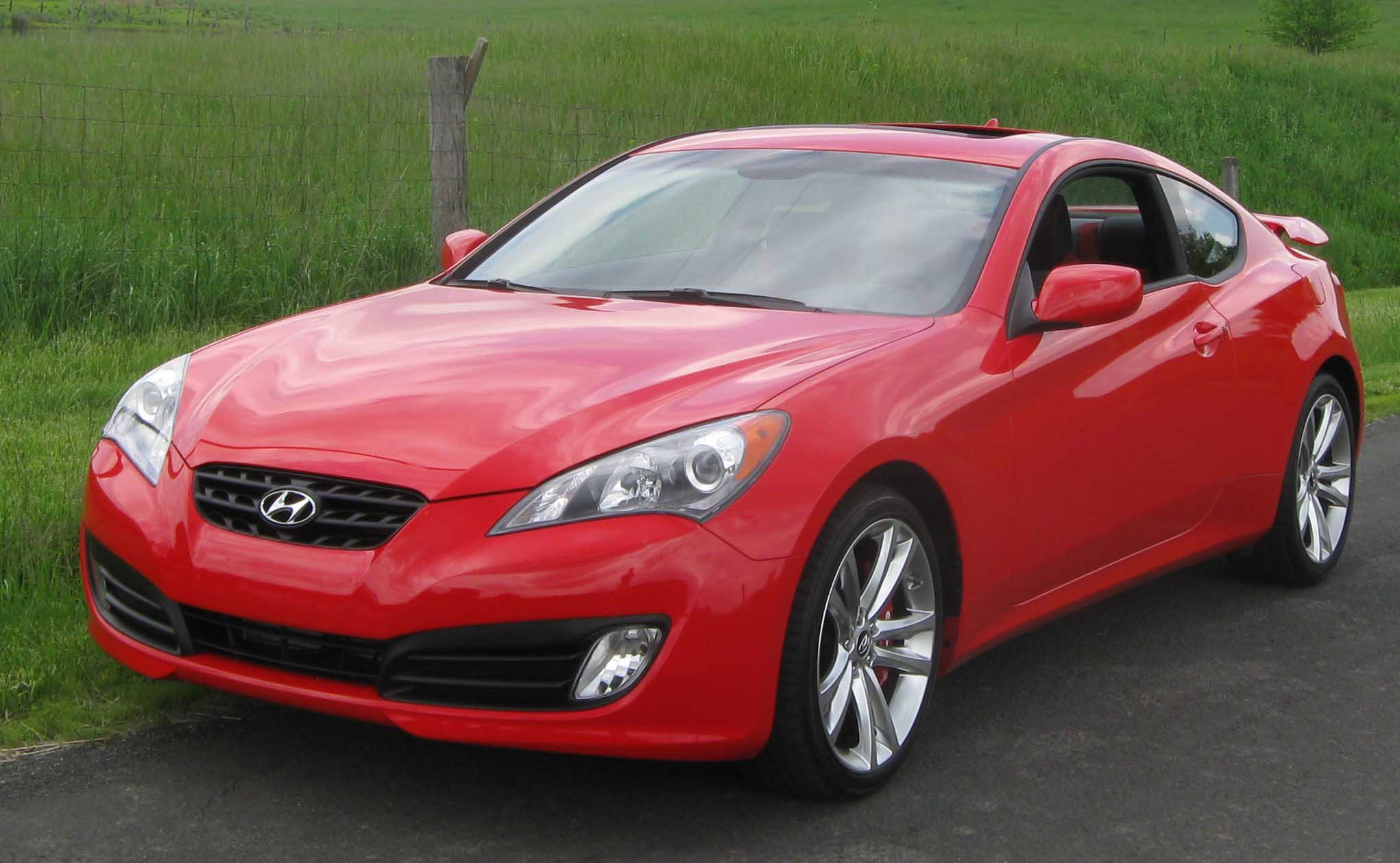
현대자동차의 제네시스 쿠페

쿠페(Coupé)는 자동차 외형의 한 종류로, 2인승 또는 4인승이고, 지붕이 낮아 실내 공간이 좁은 자동차이다. 쿠페는 프랑스어로 '자르다'라는 의미를 가지고 있다. 19세기에는 쿠페라는 용어가 마부 뒤로 승객용 좌석이 한 줄만 있는 짧은 마차를 가리키는 의미였다. 1950년대에는 컨버터블 모델을 컨버터블 쿠페로 부르기도 했지만, 1960년대 들어 고정된 지붕이 있는 차체 외형만을 가리켜 쿠페란 용어를 사용하고 있다.

## 쿠페의 종류

### 후방 라인 형태에 따른 분류
후방 라인이 일반적인 세단처럼 트렁크 부분이 돌출된 형태를 노치백(Notchback), 차 맨 뒷부분까지 완만하게 내려가는 외형을 갖추면서 후방유리가 트렁크 문과 같이 열리지 않는 형태를 패스트백(fastback), 자동차 후방 유리가 뒷문과 같이 열리는 형태를 해치백(Hatchback)이라고 부른다. 쿠페도 노치백 형태를 갖춘 노치백 쿠페와 패스트백 형태를 갖춘 패스트백 쿠페로 나눌 수 있다. 쿠페 라인을 가진 해치백 차량도 있으나 일반적으로 쿠페로 분류되지 않는다.
메르세데스 벤츠 C 클래스 쿠페나 BMW 2 시리즈가 노치백 쿠페이고, 포르쉐 911이 패스트백 쿠페이다.

### 4도어 쿠페
4도어를 가지면서도 앞문과 뒷문 사이의 B필러 부분부터 지붕이 완만하게 하강하는 쿠페 라인을 가진 차량을 말한다. 엄밀히 말해서는 쿠페는 2도어 차량에 한정되므로 4도어 쿠페는 세단으로 분류되나 제조사들이 쿠페로 부르고 있다.

## 판매중인 쿠페
- BMW
  - 2 시리즈
  - 4 시리즈
  - 8시리즈
  - BMW M2
  - BMW M4
  - BMW M8
- 닛산
  - GT-R
- 도요타
  - GR86
  - 코롤라 쿠페
- 렉서스
  - RC
- 롤스로이스
  - 레이스
- 메르세데스 벤츠
  - C 클래스 쿠페
  - E 클래스 쿠페
  - S 클래스 쿠페 (과거 SLK 클래스)
- 벤틀리
  - 컨티넨탈
- 아우디
  - R8
- 포르쉐
  - 911
- 혼다
  - 시빅 쿠페

### 4도어 쿠페
엄밀히 말해서 쿠페는 2도어 차량에 한해 부르는 명칭으로 4도어 쿠페는 세단으로 분류된다. 다만 제조사의 마케팅에 따라 쿠페로 언급되기도 하는 모델이다.
- BMW
  - 8 시리즈 그란쿠페
  - M8 그란쿠페
- 메르세데스 벤츠
  - CLA 클래스
  - CLS 클래스
- 아우디
  - A7

## 대한민국에서의 출시
대한민국에서는 1990년 2월에 출시된 현대 스쿠프가 국산차 최초의 쿠페형 자동차이다. 2016년에 마지막으로 남아있던 쿠페였던 제네시스 쿠페가 단종되면서 대한민국의 쿠페 계보는 맥이 끊긴다.
- 현대자동차
  - 현대 스쿠프
  - 현대 티뷰론
  - 현대 투스카니
  - 현대 제네시스 쿠페
  - 현대 아반떼 쿠페 (아반떼 MD)
- 기아
  - 기아 포르테 쿱
  - 기아 K3 쿱

## 같이 보기
- 컨버터블
- GT카